# E. W. Swackhamer
Pour les articles homonymes, voir Swackhamer.
E.W. Swackhamer est un réalisateur et producteur américain, né en 1927 à Middletown, dans le New Jersey (États-Unis) et mort des suites d'un anévrisme de l'aorte, le 5 décembre 1994 à Berlin (Allemagne).

## Filmographie
Sauf indication contraire, les informations mentionnées dans cette section peuvent être confirmées par la base de données cinématographiques IMDb,  présente dans la section « Liens externes ».

### Acteur
- 1950 : The Clock (en) : ?
- 1959 : Okefenokee (en) de Roul Haig

### Producteur

#### Séries télévisées
- 1961-1962 : Hennesey (en) (3 épisodes)
- 1963 : The Dick Powell Show (en) (saison 2, épisode 23)
- 1966 : The Wackiest Ship in the Army (en) (5 épisodes)
- 1966-1967 : Love on a Rooftop (en) (30 épisodes)
- 1969 : Mr. Deeds Goes to Town (en) (saison 1, épisode 1)

#### Téléfilms
- 1969 : Under the Yum Yum Tree de lui-même
- 1969 : In Name Only de lui-même
- 1971 : Is There a Doctor in the House de lui-même
- 1972 : Gidget Gets Married (en) de lui-même

### Réalisateur

#### Cinéma
- 1971 : Man and Boy
- 1981 : Longshot

#### Télévision

##### Séries télévisées
- 1965 : The Donna Reed Show (saison 8, épisode 3 et 5)
- 1965-1966 : Jinny de mes rêves (I Dream of Jeannie) (5 épisodes)
- 1965-1966 : Gidget (en) (8 épisodes)
- 1965-1966 : Adèle (Hazel) (7 épisodes)
- 1965-1972 : Ma sorcière bien-aimée (Bewitched) (8 épisodes)
- 1966-1967 : Love on a Rooftop (en) (12 épisodes)
- 1967 : Heroic Mission
- 1967-1968 : La Sœur volante (The Flying Nun) (9 épisodes)
- 1968-1970 : Cent filles à marier (Here Come the Brides) (8 épisodes)
- 1970-1973 : The Partridge Family (8 épisodes)
- 1971 : Love, American Style (saison 3, épisode 7)
- 1972 : M.A.S.H. (saison 1, épisode 4)
- 1972 : Anna et le Roi (Anna and the King) (saison 1, épisode 9)[1]
- 1972 : Bonanza (épisode Stallion) (saison 14, épisode 9)[2]
- 1972-1975 : The Rookies (11 épisodes)
- 1973 : The Girl with Something Extra (en) (saison 1, épisode 8)
- 1974 : S.O.S. hélico (en) (Chopper One) (saison 1, épisode 2 et 7)
- 1975-1976 : Un shérif à New York (McCloud) (4 épisodes)
- 1975 : Switch (saison 1, épisode 1 et 8)
- 1976 : Quincy (saison 1, épisode 1)
- 1976-1977 : Once an Eagle (mini-série)
- 1977 : The Hardy Boys/Nancy Drew Mysteries (saison 1, épisode 2)
- 1977 : Huit, ça suffit ! (Eight Is Enough) (saison 1, épisode 1)
- 1977 : Family (en) (saison 3, épisode 1 et 2)
- 1978 : Un privé dans la nuit (The Dain Curse) (mini-série)
- 1980 : Timide et sans complexe (Tenspeed and Brown Shoe) (saison 1, épisode 1 et 2)
- 1982 : Le Monde merveilleux de Disney (Disneyland) (saison 28, épisode 14)
- 1983 : The Rousters (saison 1, épisode 1)
- 1986 : La Loi de Los Angeles (L.A. Law) (saison 1, épisode 3)
- 1986 : Le Magicien (The Wizard) (3 épisodes)
- 1987-1990 : La loi est la loi (Jake and the Fatman) (8 épisodes)
- 1988 : Arabesque (Murder, She Wrote) (saison 4, épisode 21)
- 1989 : Les Enquêtes de Christine Cromwell (saison 1, épisode 1)
- 1990 : Columbo (Criminologie appliquée)
- 1990-1993 : New York, police judiciaire (Law and Order) (8 épisodes)
- 1994 : The Cosby Mysteries (en) (saison 1, épisode 3 et 4)

##### Téléfilms
- 1968 : The Princess and Me
- 1969 : Under the Yum Yum Tree
- 1969 : In Name Only
- 1970 : Three for Tahiti
- 1971 : Is There a Doctor in the House
- 1972 : Gidget Gets Married (en)
- 1972 : Movin' On
- 1974 : Peine de mort (en) (Death Sentence)
- 1976 : Death at Love House (en)
- 1976 : Crunch
- 1977 : Night Terror (en)
- 1977 : L'homme araignée (The Amazing Spider-Man)
- 1978 : The Winds of Kitty Hawk (en)
- 1979 : Vampire
- 1979 : Les Prémonitions de Sheila (The Death of Ocean View Park)
- 1980 : Reward
- 1981 : The Oklahoma City Dolls
- 1981 : Peking Encounter
- 1983 : Cocaine and Blue Eyes
- 1983 : Malibu (en)
- 1983 : Transports en commun (en) (Carpool)
- 1984 : The Sheriff and the Astronaut
- 1985 : Brothers-in-Law
- 1985 : Royal Match
- 1985 : Commando anti-gang (Command 5)
- 1985 : Le Retour de Jack l'éventreur (en)] (Bridge Across Time)
- 1988 : Desperado, le retour de Duell McCall (The Return of Desperado)
- 1989 : Desperado: The Outlaw Wars
- 1989 : De l'or et des fusils (Desperado: Badlands Justice)
- 1991 : Lookwell (en)
- 1992 : Meurtre sur écoute (Are You Lonesome Tonight)
- 1992 : The Secret Passion of Robert Clayton
- 1992 : Manigances meurtrières (Perfect Family)
- 1994 : MacShayne: Winner Takes All
- 1994 : MacShayne: The Final Roll of the Dice
- 1996 : Star Command (en) coréalisé avec Jim Johnston (en)